# Сарбактуй
Сарбакту́й (рос. Сарбактуй) — село у складі Балейського району Забайкальського краю, Росія. Входить до складу Матусовського сільського поселення.

## Населення
Населення — 232 особи (2010; 291 у 2002).
Національний склад (станом на 2002 рік):
- росіяни — 100 %